# Marie François Auguste de Caffarelli du Falga
Marie-François Auguste de Caffarelli du Falga (7 de octubre de 1766, Haute-Garonne - 23 de enero de 1849, Leschelles) fue un general de división francés, de ascendencia italiana. Dos de sus hermanos fueron también generales. Su nombre está inscrito en el lado sur del Arco de Triunfo.
Primero prestó servicios en el ejército de Cerdeña en 1783, regresando a Francia en 1791 para inscribirse en el 15e régiment de Dragones, donde fue ayudante de campo del general a Luc Siméon Auguste Dagobert. Después se incorporó a la Armée de Sambre-et-Meuse y comandó una brigada ligera de infantería que le apodó L'incomparable.
Acompañó a Napoleón en la invasión francesa de Egipto, convirtiéndose en su ayudante de campo en 1800, general de brigada después de la batalla de Marengo y, por último, Comendador de la Legión de Honor en 1804. Enviado como embajador ante el Papa Pío VII, organizó el viaje de éste a Francia para la coronación de Napoleón como emperador. Fue nombrado gobernador de las Tullerías y galardonado con la Gran Cruz de la Legión de Honor el 8 de febrero de 1806 por su contribución a la victoria en Austerlitz. Al mes siguiente fue convocado por el Reino de Italia como ministro de la guerra y la flota.
Destinado en España durante la invasión francesa de la península ibérica, fue derrotado en Laredo por las tropas británicas y conquistó Bilbao, lo que le valió ser nombrado gobernador de Vizcaya. Contribuyó de manera decisiva a levantar el sitio de Burgos.
En 1813 fue de nuevo ayudante de Napoleón, y cuando el emperador dejó su ejército, le encomendó el mando a Caffarelli de las tropas de París, el gobierno del Palacio Imperial y la organización de la guardia de la emperatriz María Luisa. En 1814, la acompañó junto a su hijo a Viena. A su regreso a Francia, suplicó que se le permitiera retirarse, pero Luis XVIII respondió a sus solicitudes nombrándole caballero de la Orden de San Luis y gobernador militar de la decimotercera división.
Fue nombrado par de Francia en 1831 y en 1840 encabezó la comisión jurídica en busca de los restos mortales de Napoleón que se enviaron de vuelta a Francia. El general Caffarelli falleció en 1849 después de una larga enfermedad.